# Manilkara obovata
Manilkara obovata là một loài thực vật có hoa trong họ Hồng xiêm. Loài này được (Sabine & G.Don) J.H.Hemsl. mô tả khoa học đầu tiên năm 1963.